# Vigra kommun
Vigra kommun (norska: Vigra kommune) var en kommun i Møre og Romsdal fylke i Norge. Kommunen omfattade den norra delen av nuvarande Giske kommun (området kring ön Vigra). Tätorten Roald utgjorde kommunens centralort.

## Administrativ historik
Roalds kommun upprättades den 1 januari 1890 genom utbrytning ur Harams kommun. Kommunen hade 794 invånare vid upprättandet.
1911 bytte kommunen namn från Roalds kommun till Vigra kommun.
Den 1 januari 1964 gick Vigra kommun upp i Giske kommun. Kommunens hade då 1 569 invånare.